# Ревизия внешнеэкономической деятельности
Ревизия внешнеэкономической деятельности — проверка законности и правильности осуществления хозяйственных операций, имеющих отношение к внешнеэкономической деятельности хозяйствующего субъекта, их документального оформления и принятия к учёту. Ревизия внешнеэкономической деятельности может осуществляться в рамках мероприятия финансового контроля (например, документальной ревизии) либо как отдельная проверка.

## Общая характеристика
В соответствии с требованиями национальных бухгалтерских стандартов Российской Федерации, бухгалтерский учёт внешнеэкономической деятельности должен вестись обособленно. Для этого учётной политикой хозяйствующего субъекта на счетах бухгалтерского учёта должны быть предусмотрены отдельные субсчёта для учёта внешнеэкономических хозяйственных операций. При этом синтетический учёт ведётся в рублях, а аналитический на указанных субсчетах — одновременно в иностранной валюте и в рублях по курсу Центрального банка на дату совершения операции.

## Проверка экспортных операций
При проверке экспортных операций (операций купли-продажи, где покупателем является иностранное юридическое лицо) целесообразно проконтролировать:
- Правильность и обоснованность списания затрат на себестоимость экспортных товаров. Особенное внимание следует обратить на распределение накладных расходов. Накладные расходы по экспорту (в отличие от общего понятия накладных расходов) должны включать в себя затраты, связанные непосредственно с реализацией экспортных товаров:
  - транспортные расходы, погрузка/разгрузка,
  - хранение экспортных товаров,
  - таможенные пошлины,
  - комиссионное вознаграждение посредникам.

Это существенно, поскольку финансовый результат от продажи экспортной продукции рассчитывается отдельно.
- Правильность расчёта конечного финансового результата. При исчислении доходов следует использовать валютный курс на дату признания доходов, то есть на момент перехода прав собственности согласно договору.
- Ведение аналитического учёта отгруженного товара. Каждая партия товара должна быть отражена в учёте по месту её фактического нахождения.
- Обоснованность оплаты расходов в иностранной валюте. Согласно валютному законодательству, расчёты между резидентами осуществляются в рублях. (Исключения предусмотрены для строго определённых случаев:
  - транспортировка и страхование, если их стоимость входит в цену товара, 
  - расходы по посредничеству при внешнеэкономических операциях, 
  - комиссии банкам)
- Соблюдение требований законодательства об обязательной продаже части валютной выручки государству[1].

## Проверка импортных операций
При проверке импортных операций (операций купли-продажи, где продавцом является иностранное юридическое лицо) целесообразно проконтролировать:
- Правильность оформления контрактов на импорт товаров (работ, услуг), наличие паспортов импортных сделок, оформляемых банком для осуществления валютного контроля.
- Порядок формирования стоимости импортных ценностей, обоснованность включения затрат.
- Полноту и своевременность исполнения импортёром функций налогового агента.
- Правильность начисления курсовых разниц и отражения их в бухгалтерском учёте.
- Эффективность претензионной работы.

## Проверка бартерных операций
При проверке бартерных операций важно обратить внимание, действительно ли по юридическому оформлению и по экономическому содержанию сделка является бартерной, или речь идёт о встречной закупке товара с последующим зачётом взаимных требований. Бартерная сделка должна быть оформлена единым контрактом, в соответствии с которым поставка импортного товара является оплатой экспортного.